# Выборы на Кабо-Верде
Народ Кабо-Верде избирает на национальном уровне президента и партии, которые будут представлять народ Кабо-Верде в Национальной ассамблее. Президент избирается на 5-летний срок. Если в первом туре выборов президента есть кандидат, не набравший 50 % голосов, два кандидата, набравшие наибольшее количество голосов, имеют право участвовать во втором туре. По итогам второго тура выборов кандидат, набравший наибольшее количество голосов, занимает пост нового президента страны. Национальная ассамблея (порт. Assembleia Nacional) состоит из 72 членов, избираемых на 5-летний срок пропорционально. Кабо-Верде имеет двухпартийную систему, что означает наличие двух доминирующих партий.
На локальном уровне могут происходить выборы в органы местного самоуправления, исполнительной власти, законодательной власти и в органы судебной власти. Каждые четыре года проводятся местные выборы в 22 муниципалитетах (порт. concelhos) и в 32 общинах (порт. freguesias, букв. «гражданский приход»).
Право голоса имеют граждане Кабо-Верде, достигшие 18 лет.

## Последние выборы

### Парламентские выборы 2021 года
| Партия                                                        | Голоса  | %     | +/-  | Места | +/- |
| ------------------------------------------------------------- | ------- | ----- | ---- | ----- | --- |
| Движение за демократию                                        | 110 054 | 50,01 | -4,4 | 38    | -2  |
| Африканская партия независимости Кабо-Верде                   | 86 926  | 39,50 | +1,2 | 30    | +1  |
| Демократический и независимый союз Кабо-Верде                 | 19 868  | 9,03  | +2,2 | 4     | +1  |
| Партия труда и солидарности                                   | 2 087   | 0,95  | +0,9 | 0     | 0   |
| Народная партия                                               | 752     | 0,34  | -    | 0     | 0   |
| Социал-демократическая партия                                 | 271     | 0,12  | -    | 0     | 0   |
| Недействительных/пустых бюллетеней                            | 5 505   | 2,44  | -    | -     | -   |
| Всего                                                         | 225 582 | 100   | 0    | 72    | 0   |
| Зарегистрированных избирателей/Явка                           | 392 580 | 57,46 | -    | -     | -   |
| Источник: ЦИК Архивная копия от 7 мая 2021 на Wayback Machine |         |       |      |       |     |

### Президентские выборы 2021 года
| Кандидат                                                           | Партия                                      | Голосов | %     |
| ------------------------------------------------------------------ | ------------------------------------------- | ------- | ----- |
| Жозе Мария Невеш                                                   | Африканская партия независимости Кабо-Верде | 95 803  | 51,73 |
| Карлуш Вейга                                                       | Движение за демократию                      | 78 474  | 42,37 |
| Каземиро де Пина                                                   | Независимый                                 | 3 343   | 1,81  |
| Фернандо Роша Дельгадо                                             | Независимый                                 | 2 516   | 1,36  |
| Элио Санчес                                                        | Независимый                                 | 2 119   | 1,14  |
| Жилсон Алвеш                                                       | Независимый                                 | 1 558   | 0,84  |
| Жоаким Монтейру                                                    | Независимый                                 | 1 378   | 0,74  |
| Недействительных/пустых бюллетеней                                 | Недействительных/пустых бюллетеней          | 5 928   | 3,10  |
| Всего                                                              | Всего                                       | 185 191 | 100   |
| Зарегистрированных избирателей/Явка                                | Зарегистрированных избирателей/Явка         | 398 865 | 47,92 |
| Источник: CNE Архивная копия от 17 октября 2021 на Wayback Machine |                                             |         |       |